# Perisesarma cricotum
Perisesarma cricotum is een krabbensoort uit de familie van de Sesarmidae. De wetenschappelijke naam van de soort is voor het eerst geldig gepubliceerd in 2002 door Rahayu & Davie.